# Drino dilaticornis
Drino dilaticornis är en tvåvingeart som först beskrevs av Louis-Paul Mesnil 1951.  Drino dilaticornis ingår i släktet Drino och familjen parasitflugor. Inga underarter finns listade i Catalogue of Life.